# St John's (Man)
St John's (Manx-Gaelisch: "Balley Keeill Eoin" = boerderij bij de kapel van John) is een klein dorp in het westen van het eiland Man. Het ligt langs de A1, die Peel verbindt met de hoofdstad Douglas.
St John's is het meest bekend van Tynwald Hill, de oorspronkelijke ontmoetingsplaats van het parlement van het eiland, de Tynwald. Bij Tynwald Hill wordt jaarlijks een ceremonie gehouden op 5 juli (Tynwald Day), waar de wetten van het eiland geproclameerd worden. Deze dag trekt duizenden eilandbewoners die de ceremonie en de Tynwald Fair bezoeken.

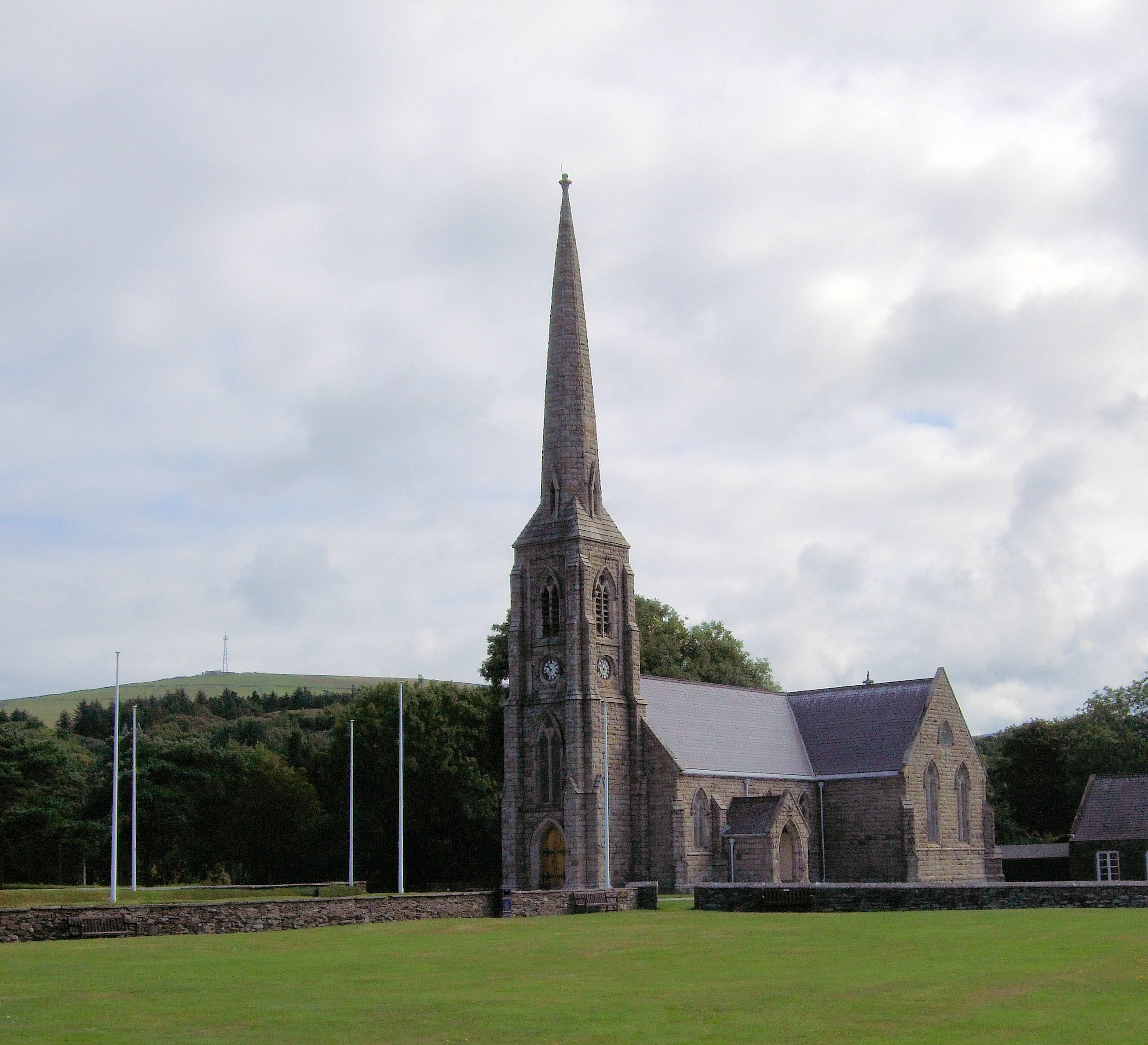
De kerk van St John's

De Anglicaans kerk St John's Chapel is opgedragen aan de Heilige Johannes (St John) en het dorp is naar de kerk genoemd. In de kerk zijn gereserveerde zitplaatsen voor de leden van beide kamers van de Tynwald. In een aangrenzende ruimte is een permanente tentoonstelling over de geschiedenis van de Tynwald. 

De omgeving wordt overheerst door de steile heuvel Slieau Whallian ten zuiden van het dorp. Ten oosten ligt het Tynwald National Park.